# Ароморфоз
Ароморфо́з (др.-греч. αἴρω «поднимаю» и μορφή «форма») — прогрессивное эволюционное изменение строения, приводящее к общему повышению уровня организации организмов. Ароморфоз — это расширение жизненных условий, связанное с усложнением организации и повышением жизнедеятельности.

## Термин

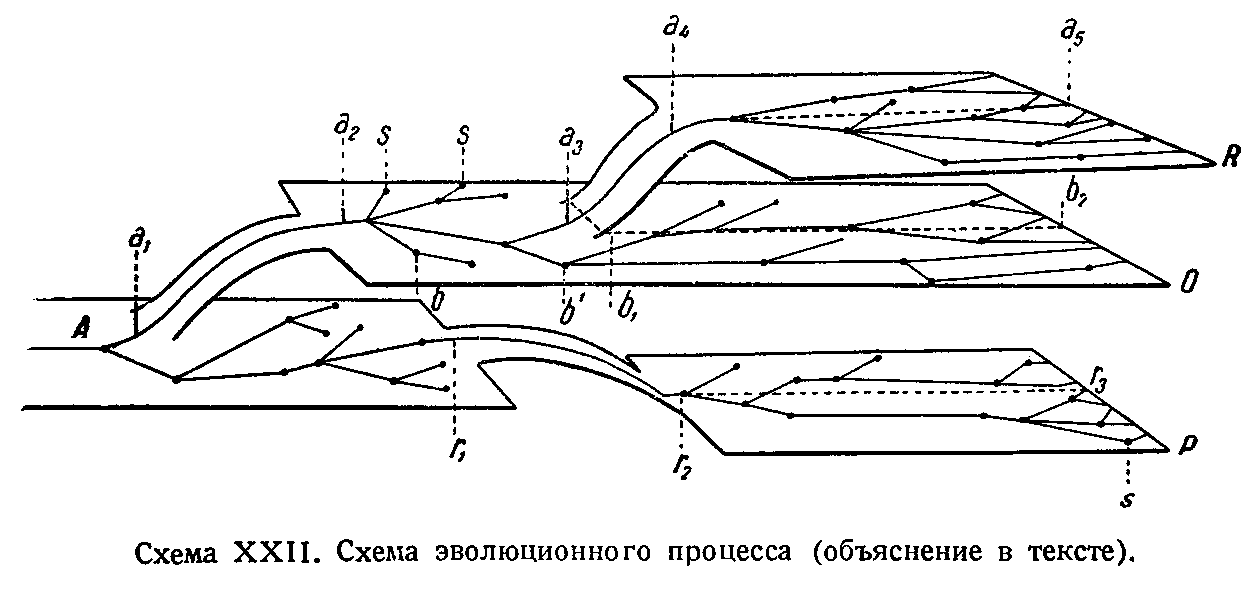
Классическая схема, изображающая основные формы эволюционного процесса по А. Н. Северцову: ароморфоз (a), идиоадаптацию (b) и общую дегенерацию (r).

Понятие «ароморфоз» получило широкое распространение преимущественно в русскоязычной литературе, благодаря работам А. Н. Северцова (1866—1937) в области изучения морфологических закономерностей эволюции. Наряду с ароморфозами, А. Н. Северцов предлагал различать идиоадаптации (малозначимые эволюционные изменения, связанные с мелкими приспособлениями к конкретным условиям окружающей среды) и общую дегенерацию (регрессивные изменения, катаморфоз).
В качестве примеров ароморфозов или ароморфных изменений А. Н. Северцов приводил преобразования кровеносной системы у позвоночных (формирование четырёхкамерного сердца у млекопитающих и разделение большого и малого кругов кровообращения), концентрацию нервной системы с образованием нервных узлов (ганглиев) и т. п. А. Н. Северцов полагал, что ароморфозы были нечастыми эволюционными событиями, в то время как большая часть изменений должна квалифицироваться как идиоадаптации (в том числе, например, специализация конечностей наземных позвоночных, включая преобразование их в крылья).

## Современные представления
С точки зрения современных представлений о ходе эволюционного процесса, нет достаточных оснований полагать, что имеют место качественно отличные друг от друга изменения, которые А. Н. Северцов называл ароморфозами и идиоадаптациями. Иными словами, степень «прогрессивности» изменения можно оценить только постфактум, зная его воздействие на дальнейший ход эволюции.
Вместе с тем, некоторые биологи в России продолжают держаться взглядов А. Н. Северцова. Те, кто считает это различение продуктивным, полагают, что идиоадаптации выражаются в изменениях формы тела, избыточной степени развития или редукции отдельных органов. Ароморфозы же, в большинстве случаев, связывают с появлением новых структур, качественными изменениями в эмбриональном развитии.

Недавние исследования показали возможность продуктивного применения понятия ароморфоза в рамках социальной эволюции. Так, Л. Е. Гринин и А. В. Коротаев определяют социальный ароморфоз как 
универсальное (широко распространённое) изменение (инновацию) в развитии социальных организмов и их систем, которое повышает сложность, приспособленность, интегрированность и взаимное влияние обществ
Социальные ароморфозы приводят к изменению уровня сложности социума, расширению возможностей влияния на природную и социальную среду, демографическим изменениям, ускоренному развитию и т. д. Среди примеров социальных ароморфозов Гринин и Коротаев называют систему первобытного эгалитарного перераспределения, переход к производящему хозяйству, создание ирригационных систем, появление государства, появление мировых религий, изобретение книгопечатания, появление компьютерных технологий и т. д.